# Jurij Szatunow
Jurij Wasiljewicz Szatunow (ros. Юрий Васильевич Шатунов; ur. 6 września 1973 w Kumiertau, zm. 23 czerwca 2022 w Moskwie) – rosyjski piosenkarz. W latach 1986–1991 wokalista zespołu Łaskowyj Maj, następnie artysta solowy.

## Życiorys
Urodził się 6 września 1973 roku w rodzinie Wasilija Władimirowicza Klimenki (1 stycznia 1950 – 19 maja 2020) i Wiery Gawriłownej Szatunowej (27 stycznia 1955 – 7 listopada 1984) w Kumertau w Baszkirskiej ASRR. Z powodu chłodnych stosunków z ojcem przyjął nazwisko matki, a pierwsze lata życia spędził u dziadków macierzystych – Jekatieriny Iwanownej (5 grudnia 1924 – 26 listopada 2002) i Gawriły Jegorowicza Szatunowa (4 czerwca 1923 – 20 stycznia 1976) we wsi Pyatki (przedmieście Kumertau). Kiedy miał trzy lata, jego rodzice się rozwiedli, a dziadek zmarł, dlatego w 1977 wraz z matką przeniósł się do wsi Sawieljewka. Po pewnym czasie matka wyszła za mąż po raz drugi. Ojczym miał jednak problemy z alkoholem, a Jurij często uciekał z domu do krewnych, najczęściej do babci. W 1980 roku rozpoczął naukę w szkole we wsi Stara Otrada. We wrześniu 1984 roku matka z powodu poważnej choroby zabrała go do szkoły z internatem nr 2 w Kumertau, a dwa miesiące później zmarła na atak serca. Jego ojczym nie wykazywał zainteresowania synem i Jurij został przygarnięty przez ciotkę Ninę Gawriłowną ze wsi Tyulgan. Nawet tam uciekał z domu i od listopada 1984 do października 1985 roku włóczył się po Baszkirii i obwodzie orenburskim. W listopadzie 1985 w Orenburgu została powołana komisja opiekuńcza, która miała zająć się Jurijem. Walentyna Tazekenowa, dyrektorka domu dziecka w Akbulaku, poznała go tam i współczuła jego losowi. W październiku 1986 Tazekenowa została dyrektorką szkoły z internatem nr 2 w Orenburgu, gdzie także przeniósł się Jurij.
W internacie w Orenburgu poznał Siergieja Kuzniecowa, kierownika amatorskiej grupy artystycznej, i tak zaczęła się historia zespołu Łaskowy Maj. W 1986 wszedł w skład zespołu jako nowy wokalista. Za jego czasów zespół zyskał największą popularność dzięki piosence „Белые розы” („Biełyje rozy”), która stała się przebojem. W 1991 opuścił grupę, by zacząć karierę solową, potem wyjechał do Niemiec.
W 2014 po raz pierwszy wystąpił w Polsce, na XIX Ogólnopolskim Festiwalu Muzyki Tanecznej w Ostródzie. Dnia 20 czerwca 2022 roku odbył swój ostatni koncert w Podolsku, po którym uskarżał się na bóle w klatce piersiowej.

## Życie prywatne
Był żonaty ze Swietłaną Szatunową zd. Georgievna, z którą ożenił się w 2007 w Niemczech. Mieli syna Denisa (ur. 2006) i córkę Estelle (ur. 2013).
Zmarł w nocy 23 czerwca 2022 na ostrą niewydolność serca (zawał serca) w moskiewskim szpitalu; stan piosenkarza pogorszył się krytycznie w drodze do szpitala w Domodiedowie, gdzie został poddany intensywnej reanimacji, ale nie udało się go uratować. Uroczystości pogrzebowe Jurija Szatunowa odbyły się 26 czerwca 2022 w sali pożegnań na moskiewskim cmentarzu Trojekurowskim, a dzień później został poddany kremacji. 28 czerwca 2022 urna z jego prochami częściowo została pochowana na moskiewskim cmentarzu Trojekurowskim a druga część prochów zgodnie z wolą piosenkarza została rozsypana do jednego z jezior w niemieckim Monachium.
6 września 2023, w 50 rocznicę jego urodzin, w miejscu jego pochówku odsłonięto pomnik z jego podobizną.

## Dyskografia
Albumy
- Ty pomnisz (Ты помнишь, 1995)
- Iskusstwiennoje dychanie (Искусственное дыхание, 1996)
- Wspomni maja (Вспомни май, 2001)
- Siedaja nocz (Седая ночь, 2002)
- Padajut listia (Падают листья, 2002)
- Dniewnik (nieizdannoje) (Дневник (неизданное), 2003)
- Jesli choczesz... Nie bojsia (Если хочешь… Не бойся, 2004)
- Zapiszi moj gołos (Запиши мой голос, 2007)

Single
- „Белые розы” („Biełyje rozy”)
- „Розовый вечер” („Rozowyj wiecier”)
- „Седая ночь” („Sjedaja noć”)
- „Звёздная ночь” („Zwiozdnaja noć”)
- „И упав на колени” („I upaw na koleni”)
- „Детство” („Dietstwo”)
- „Что же ты, лето” („Szto że ty, lieta”)
- „Вечер холодной зимы” („Wieczer chołodnoj zimy”)
- „Лето” („Leto”)
- „Листопад” („Listopad”)
- „Вспомни” („Wspomni”)
- „Я теряю” („Ja teriaju”)
- „Вечер вдвоём” („Wieczer wdwajom”)
- „Забудь” („Zabudz”)
- „Не бойся” („Nie bojsja”)
- „Мама” („Mama”)
- „Запиши мой голос” („Zapiszy moj gałos”)
- „Майский вечер” („Majskij wiecier”)